# 휴식 (심리학)
심리학에서 휴식은 살아있는 존재의 노여움, 불안, 공포 등의 원천에서 올 수 있는 각성이 없는, 낮은 긴장의 정서 상태이다. 옥스포드 영어사전에 따르면 몸과 마음이 긴장과 불안이 없는 경우이다. 뒤로 피질이 약한 진정제를 통해 전두엽 피질에 신호를 전송하는 뇌의 전두엽에서 오는 가벼운 황홀감의 한 형태이다. 휴식은 명상, 자율 훈련, 점진적 근육 이완을 통해 달성될 수 있다. 휴식은 압박에 대처하는 것을 개선하는 데 도움이 된다. 압박 때문에 편안한 사람의 건강에 도움이 되는 느낌, 정신적 문제와 신체 문제의 주요 원인이다. 우리가 강조될 때 우리는 싸우거나 도망 반응 방식에 있기 때문에, 교감신경계통가 활성화되고, 시간이 지남에 따라, 이 인체에 부정적인 영향을 미칠 수 있다.

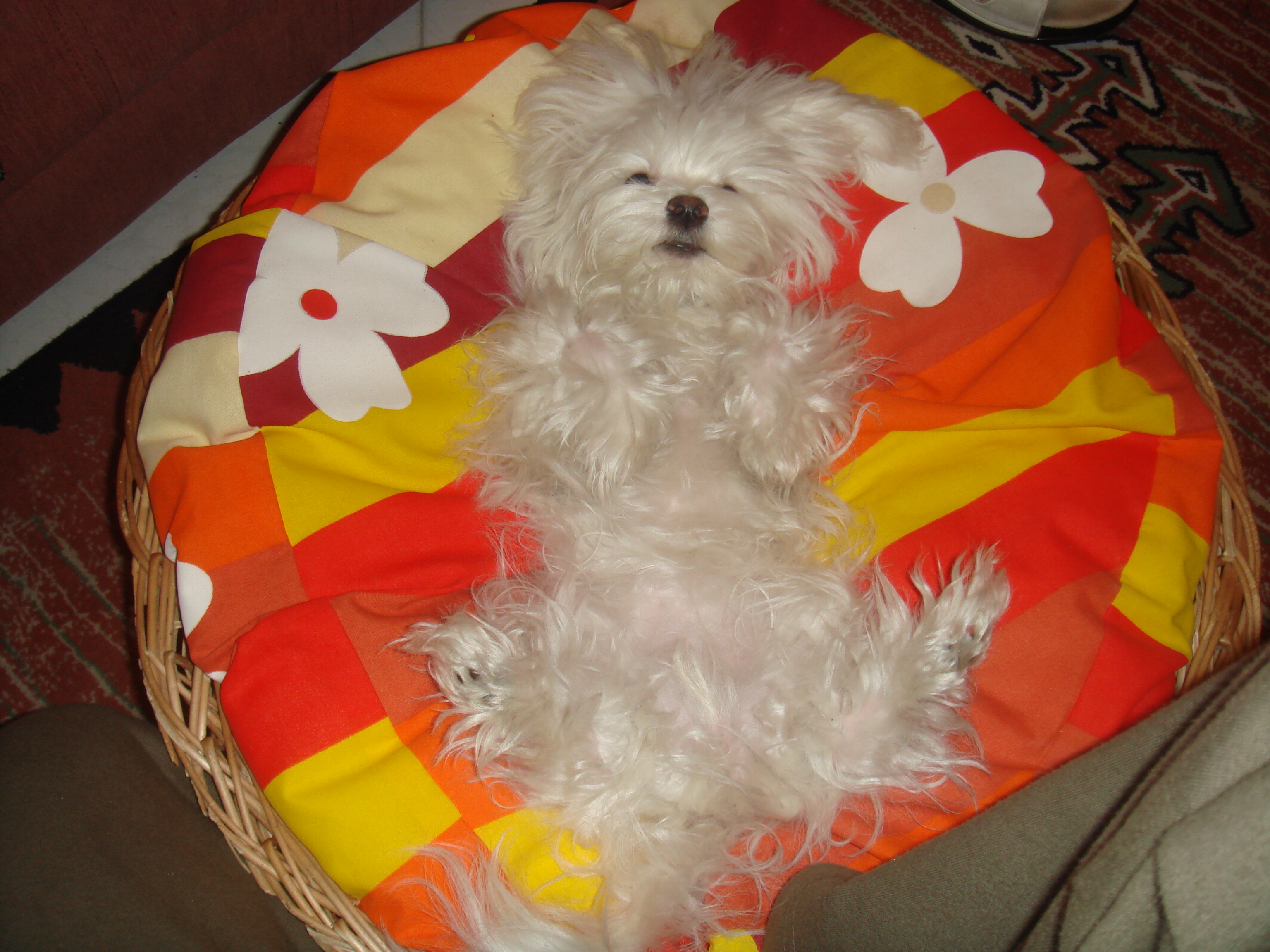
휴식하고 있는 말티즈 개

## 명상
하버드대학교(Harvard University) 의과대학 교수 허버트 벤슨(Herbert Benson)은 자신의 저서 『The Relaxation Response』에서 투쟁-도피 반응(fight-or-flight response)을 무효화하는 신체의 기제를 밝혔다. 이완 반응(relaxation response)은 몸의 대사, 심박수 및 호흡률, 혈압, 근육 긴장을 감소시키기고, 두뇌 활동을 안정화한다. 이는 면역 반응을 늘리고, 주의력과 의사결정 능력을 도우며, 스트레스 관련 활동을 보이는 유전자 활동을 바꾼다. 이완 반응은 명상(meditation)으로 달성된다. 벤슨의 명상 기법은 다음 네 단계를 포함한다.
1. 집중에 도움되는 조용한 환경
2. 주의력을 유지하는데 필요한 정신적 장치(소리나 반복되는 단어)
3. 시도들이 실패해도 분노하지 않는 긍정적인 태도
4. 편안한 자세

## 자율훈련법
자율훈련법(autogenic training)은 요하네스 하인리히 슐츠(Johannes Heinrich Schultz) 박사가 1920년대에 발명한 것이다. 근육을 깊게 이완시키고, 이를 통해 마음이 쫓아가고 이완된다. 6가지가 있다.
1. 몸의 일부가 무거움(팔과 다리가 무거움을 느낌)
2. 몸의 일부가 따뜻함(팔과 다리가 따뜻함을 느낌)
3. 심박(심장이 평온함)
4. 호흡(호흡이 평온함)
5. 복부의 따뜻함
6. 이마는 차가움

## 점진적 근이완법
점진적 근이완법(Progressive muscle relaxation)은 목 등 몸의 일부분을 긴장시키고 이후 근육 이완을 느끼며 점진적으로 긴장을 풀고 근육을 이완하는 방식이다. 하루 종일 긴장되어 있는 불안증 환자들에게 도움이 된다.

## 같이 보기
- 안전지대 (심리학)

## 참고문
- Weiten, Wayne; McCann, Doug (2013). 《Psychology:Themes and Variations》. Nelson Education. 242 and 632쪽.
- Raudebaugh, Candi. 《Inner Health Studio》. About Relaxation쪽. 2013년 4월 1일에 확인함.
- 《Stress Relief Tools》. 2012. 2015년 1월 5일에 원본 문서에서 보존된 문서. 2013년 4월 1일에 확인함.
- Grace, Susan. 《The Power of Autogenics》. 2013년 4월 1일에 확인함.
- 《How To Do Progressive Muscle Relaxation》 (PDF). Anxiety BC. 2013년 4월 1일에 확인함.